# Parafia św. Piotra i Pawła w Robuniu
Parafia pw. św. Piotra i Pawła w Robuniu – parafia należąca do dekanatu Gościno, diecezji koszalińsko-kołobrzeskiej, metropolii szczecińsko-kamieńskiej. Została utworzona w 1990 roku. Siedziba parafii mieści się pod numerem 27.

## Miejsca święte

### Kościół parafialny
Kościół pw. św. Piotra i Pawła w Robuniu
Kościół parafialny został zbudowany w 1930, poświęcony w 1946.

### Kościoły filialne i kaplice
- Kościół pw. Matki Bożej Częstochowskiej w Karścinie
- Kościół pw. Matki Bożej Różańcowej w Pobłociu Małym
- Punkt odprawiania Mszy św. w Krukowie